# Estádio Nacional Dhyan Chand

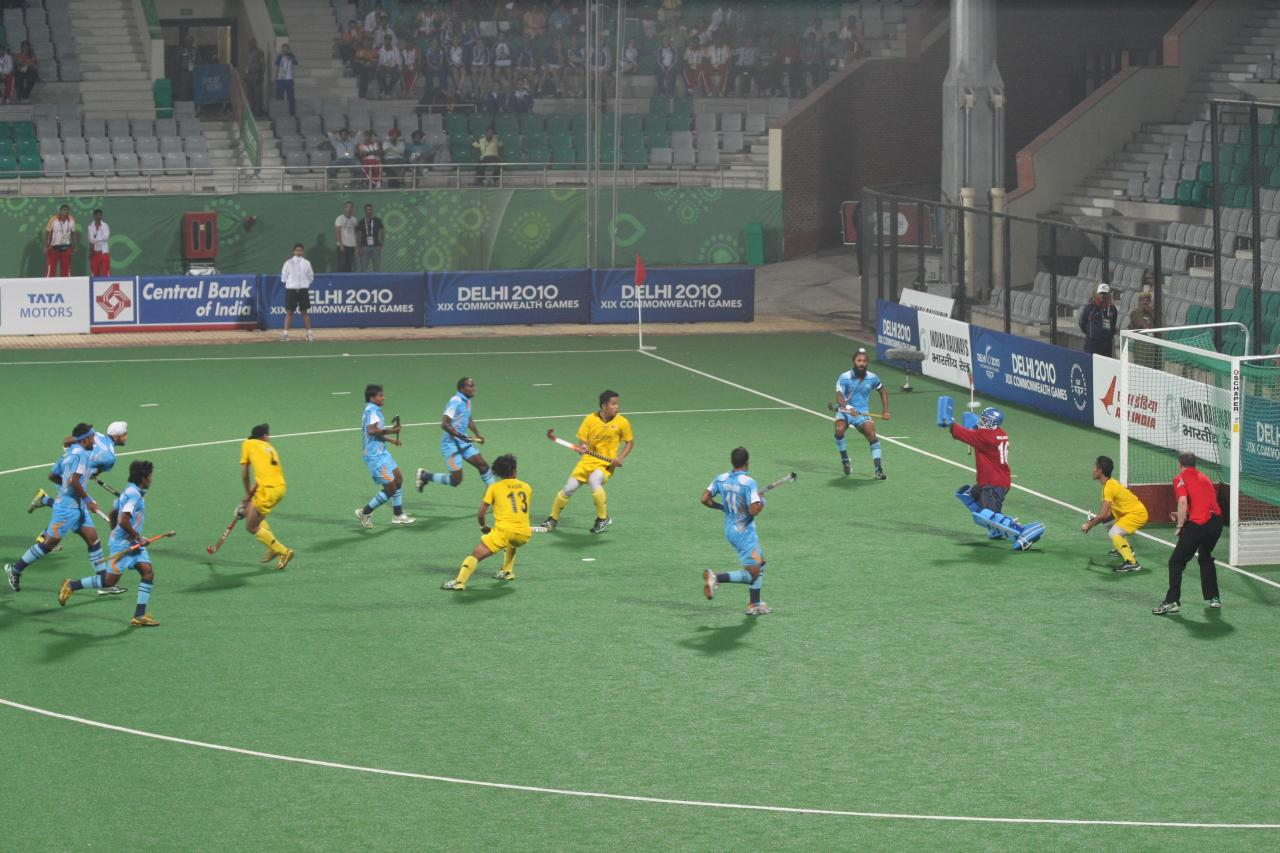
Partida entre Índia e Malásia disputada no Dhyan Chand National Stadium em 2010.

O Dhyan Chand National Stadium, conhecido simplesmente como National Stadium, é um estádio indiano da cidade de Deli destinado às partidas de Hóquei em campo. O estádio, construído na década de 1950 para sediar os Jogos Asiáticos de 1951, tem capacidade para abrigar um público de 25.000 pessoas.
O estádio, projeto de Anthony S. DeMillo,  foi construído em 1933, para ser um estádio poliesportivo, e nomeado Irwin Amphitheatre, mas acabou recebendo a denominação de National Stadium para os Jogos Asiáticos de Deli. Foi rebatizado novamente em 2002. 